# Jean-Nicolas Pache

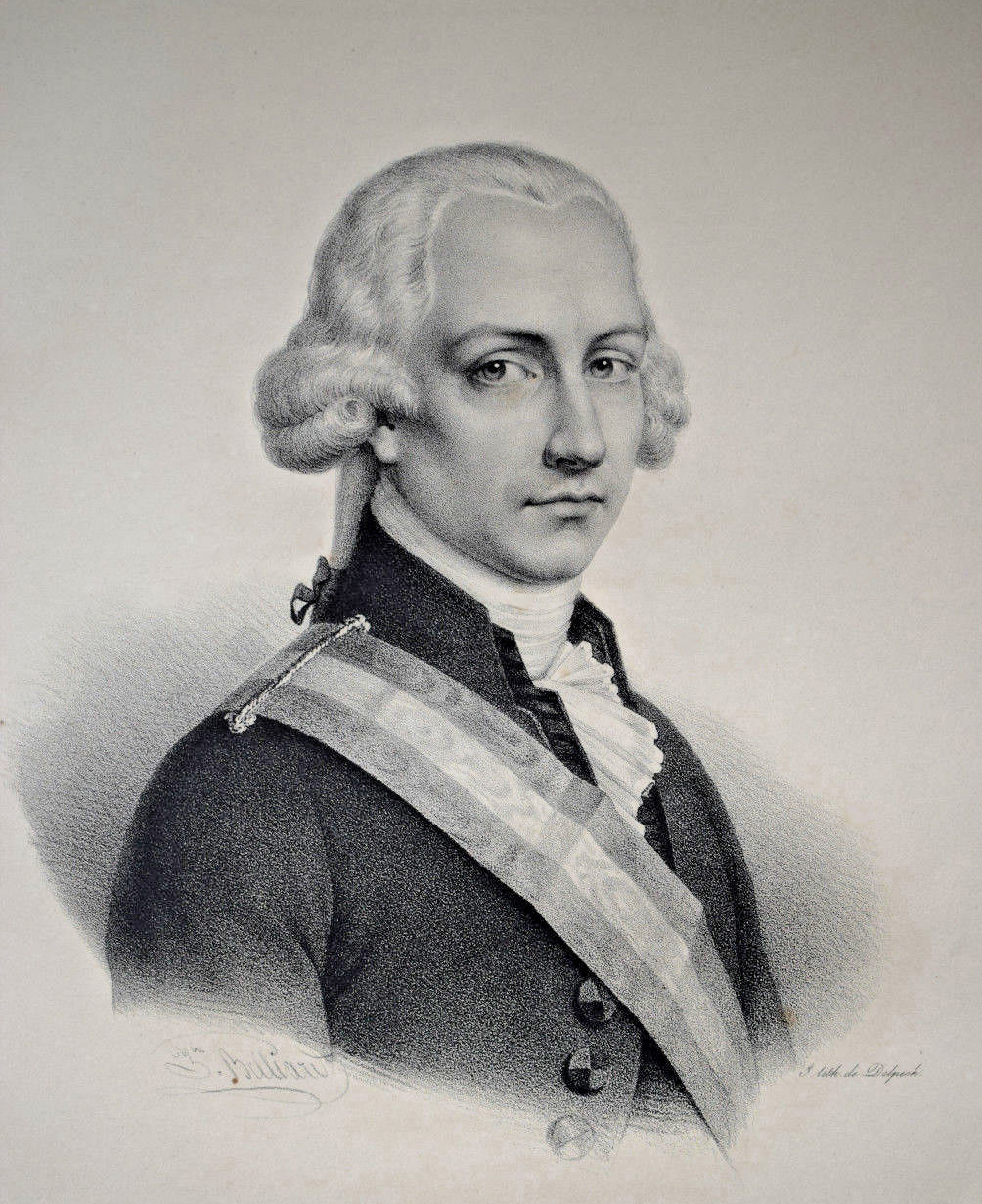
Lithoportret naar Zéphirin Belliard (1832)

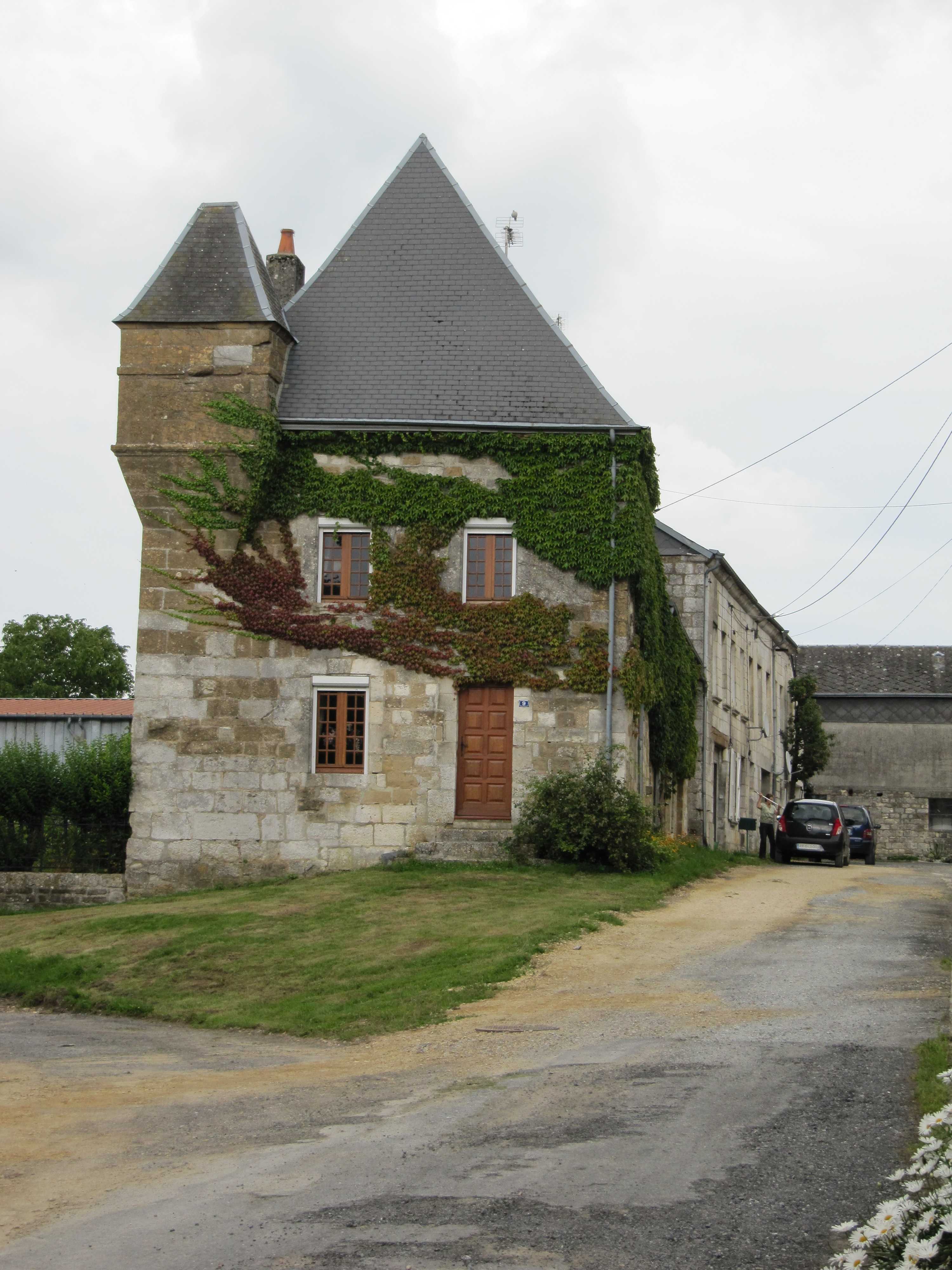
Het huis van Pache in Thin-le-Moutier

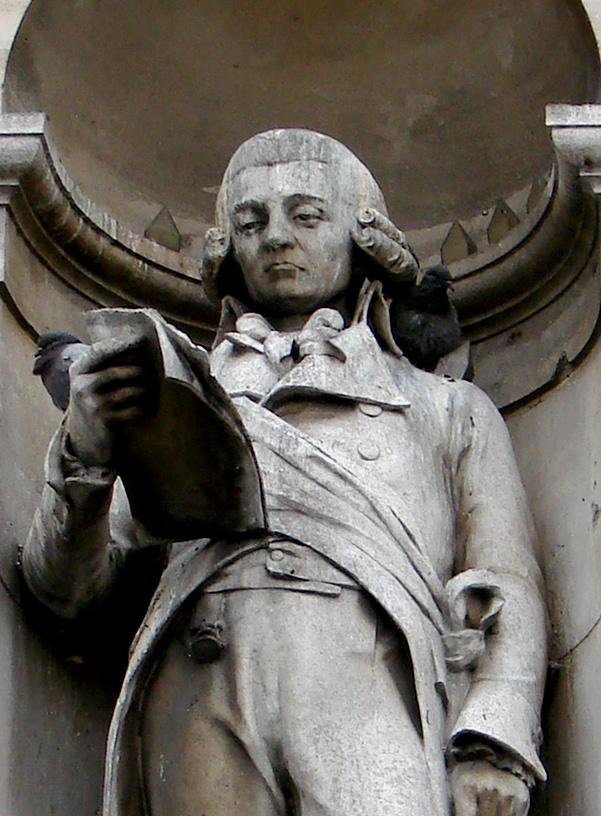
Standbeeld van Pache op het stadhuis van Parijs

Jean-Nicolas Pache (Verdun, 5 mei 1746 – Thin-le-Moutier, 18 november 1823) was een Franse politicus. Hij was een jakobijn die tijdens de Franse Revolutie diende als minister van Oorlog (1792-1793) en als burgemeester van Parijs (1793-1794).

## Jonge jaren
Pache werd geboren in Verdun, waar zijn vader – een Zwitser uit de Vaud – conciërge was bij maarschalk de Castries. De maarschalk stelde belang in de jonge Jean-Nicolas. Hij mocht in 1774 naar de genieschool van Mézières – waar hij een levenslange vriendschap sloot met Gaspard Monge – en werd huisleraar van de kinderen van de maarschalk. Hij trouwde met diens buitenechtelijke dochter Marie-Marguerite Valette (1746-1786), met wie hij twee kinderen had. Toen de maarschalk in 1780 staatssecretaris van Marine werd, kreeg Pache een baan als eerste secretaris op de bevoorradingsdienst. In 1784 werd hij door Necker aangenomen als controleur van de uitgaven van het koninklijk hof, maar hij nam ontslag en verbleef tot 1789 in Zwitserland. Zijn echtgenote overleed er te Genève.
Aan het begin van de revolutie keerde hij terug naar Frankrijk. Met zijn moeder en zijn twee kinderen betrok hij een appartement in de Parijse residentie van de maarschalk, die echter door revolutionairen werd geplunderd. In augustus 1791 verwierf hij op een veiling van nationaal goed het voormalige Sint-Kwintensklooster van Thin-le-Moutier in de Ardennen. In Parijs werd hij lid van de sectie Luxembourg en stichtte hij in januari 1792 met verschillende wetenschappelijke vrienden de Société patriotique du Luxembourg. Deze eerste blijken van politieke belangstelling zetten zich voort toen hij in maart 1792 kabinetschef werd van de girondijnse minister van Binnenlandse Zaken Roland. Reeds in mei verhuisde hij naar het kabinet van diens collega van Oorlog Servan. Toen het girondijnse ministerie op 12 juni ten val kwam, hield hij zich een tijdje afzijdig. Voor minister Monge vertrok hij in september op missie naar Toulon om de opstandigheid in de marinehaven in te tomen.

## Minister van Oorlog
Daar vernam hij op 3 oktober zijn benoeming tot minister van Oorlog in de voorlopige uitvoerende raad. Het was Roland die hem had aanbevolen, wat hij zich later bitter zou beklagen, omdat de ideeën van Pache heel wat radicaler waren dan de zijne. Op het ministerie en in het leger rekruteerde Pache mensen die de revolutie een warm hart toedroegen, zoals de populistische journalist Jacques-René Hébert, die overigens getuige was op het huwelijk van Paches dochter. Personeel met een contrarevolutionaire reputatie werd vervangen. Voor militaire zaken verliet hij zich op de begaafde Jean-Baptiste Meusnier de la Place. Hij voerde een reorganisatie door op het vlak van bevoorrading, kledij, bewapening en medische zorg. Dit kwam hem op kritiek te staan van generaal Dumouriez, wiens intriges en politieke ambities een constante bron van frictie waren. Pache verzekerde het primaat van de politiek, maar werd na vier maanden ontslagen. Zijn opvolger Beurnonville was een man van Dumouriez.

## Burgemeester van Parijs
Met de steun van Marat stelde Pache zich daarop kandidaat voor het burgemeesterschap van Parijs. Hij won op 11 februari 1793 de verkiezingen, die voor het eerst zonder geldelijke drempels verliepen (11.881 stemmen op 15.191 deelnemende kiezers). Het voornaamste thema was de levensduurte en de betaalbaarheid van voedsel. Hij probeerde de straatplunderingen te bedwingen en de handelsvrijheid aan banden te leggen. Op 18 april ging hij de nationale Conventie een petitie aanbieden om een maximumprijs voor brood vast te stellen, wat op 4 mei werd gestemd. Ook de symboliek verloor hij niet uit het oog. Op publieke gebouwen bracht hij overal het devies Vrijheid, Gelijkheid, Broederlijkheid aan. 
In een context van oplopende spanningen tussen girondijnen en montagnards hield Pache op 10 maart 1793 een menigte tegen die girondijnse afgevaardigden fysiek wilde confronteren. Nadat de Commune van Parijs zich echter achter een petitie had geschaard om 22 girondijnen af te zetten, onderschreef hij het document en ging hij het op 15 april in de Nationale Conventie presenteren. Als tegenmaatregel tegen de Commune stelden de girondijnen op 18 mei de Commissie van Twaalf in, die Hébert liet arresteren. Dit leidde op 31 mei tot de omsingeling van de Conventie door sansculotten. Pache probeerde zoals steeds de gemoederen te bedaren en de eisen in wettelijke banen te leiden. De Commissie werd ontbonden en Hébert vrijgelaten, maar voor de demonstranten volstond dit niet. Ze drongen de Conventie binnen en dwongen haar tot de afzetting van twee girondijnse ministers en 29 afgevaardigden. Op 24 oktober zou Pache getuigen op het proces tegen de girondijnen voor het Revolutionair tribunaal. Hij bleef op de vlakte over complotten en haalde alleen dreigementen en onthouding van fondsen aan.

## In ongenade
Onder het Schrikbewind raakten de montagnards verdeeld. Pache stond dicht bij Hébert en diens medestanders, maar hij werd niet verontrust toen zij op 13 maart 1794 werden opgepakt en een week later gehalsrecht. Waarschijnlijk zal over hem zijn getwijfeld. De argwaan van Robespierre en de zijnen gaf uiteindelijk toch de doorslag: op 10 mei 1794 werd Pache met heel zijn gezin aangehouden, omdat zijn dochter in discussie was gegaan met Lazare Carnot over het lot van de hébertisten. Terwijl hij in hechtenis zat, werd hij als burgemeester opgevolgd door Lescot-Fleuriot. Dankzij de grote steun die hij nog genoot, kon hij in gevangenschap overleven tot de Thermidoriaanse Reactie op 27 juli de robespierristen uitschakelde. Vijf dagen later werd hij vrijgelaten. 
Op 7 juni 1795 werd hij opnieuw in beschuldiging gesteld in verband met de Opstand van 1 prairial. Hij werd opgesloten in het fort van Ham en overgebracht naar de gevangenis van Chartres om te worden berecht door de criminele rechtbank van Eure-et-Loir, maar dankzij de amnestiewet van 26 oktober 1795 (fr) liet de rechtbank hem vrij. Terug in Parijs stelde hij vast dat hij niet veilig was voor de Witte Terreur die in de straten heerste. Hij besliste zich terug te trekken bij de boer die zijn grond in de Ardennen bewerkte. Op een hooikar ontvluchtte hij de hoofdstad. De volgende jaren werd hij nog verontrust door gerechtelijke procedures, en op 10 mei 1796 werd hij getroffen door de wet die geamnestieerden verbood binnen tien mijl van Parijs te komen, maar de coup van 18 fructidor verloste hem van zijn grootste vijanden. Hij keerde niet terug naar het openbare leven, maar woonde alleen met zijn oude moeder en hield zich bezig met de Société libre d'Agriculture, Arts et Commerce du département des Ardennes. Hij liet in 1797 nog een drietal polemische geschriften verschijnen, en deed er dan het zwijgen toe. In 1803 was eerste consul Napoleon Bonaparte in de streek en zocht hij toenadering tot Pache, maar die liet zich niet voor zijn kar spannen en wees een ontmoeting af. Op 77-jarige leeftijd stierf hij aan pleuritis.

## Publicaties
- Observations sur les sociétés patriotiques (1790)
- Correspondance du général Dumourier avec Pache, ministre de la Guerre, pendans la Campagne de la Belgique, en 1792 (1793). Vertaald als: Briefwisseling van den generaal Dumourier met den oorlogsminister Pache, staande den veldtocht in het Belgische in 1792. Te Dordrecht, bij De Leeuw en Krap
- Correspondance du général Miranda avec le général Dumourier, les ministres de la guerre, Pache et Beurnonville, depuis janvier 1793. : ordres du général Dumourier au général Miranda, pour la bataille de Nerwinden, et la retraite qui en a été la suite (1793). Vertaald als: Briefwisseling van den generaal Miranda met den generaal Dumourier, en de ministers van oorlog Pache en Beurnonville, zedert january 1793 : benevens de bevelen door Dumourier aan Miranda gegeeven tot op den slag by Neerwinden en de aftocht die daar van het gevolg is geweest
- Lettre du citoyen Pache, maire de Paris, aux départemens qui voudraient faire marcher une force armée contre cette ville (1793)
- Sur les factions et les partis, les conspirations et les conjurations, et sur celles de l'ordre du jour (1797)
- Sur une affaire pendante à la troisième Section du Tribunal civil de la Seine (1797)
- J.-N. Pache à la Société libre d'agriculture, des arts et du commerce du département des Ardennes (1799)

## Voetnoten
1. ↑  De aankoopprijs van 75.600 livres was ongeveer zijn hele vermogen: zie Louis Pierquin, Mémoires sur Pache, ministre de la Guerre en 1792 et maire de Paris sous la Terreur. Sa retraite à Thin-le-Moutier, 1900, p. 244. Gearchiveerd op 5 augustus 2022.
2. ↑  Charles Coulston Gillispie, Science and Polity in France. The Revolutionary and Napoleonic Years, 2014, p. 346. Gearchiveerd op 16 augustus 2023.
3. ↑  Bernard Gainot, "Espace public et conjuration sous le Directoire. À propos d'un texte de Jean-Nicolas Pache" in: Secret et République, 1795-1840, eds. B. Gainot en P. Serna, 2003, p. 59
4. ↑  Louis Pierquin, Mémoires sur Pache, ministre de la Guerre en 1792 et maire de Paris sous la Terreur. Sa retraite à Thin-le-Moutier, 1900, p. 230. Gearchiveerd op 5 augustus 2022.
5. ↑  Charles Coulston Gillispie, Science and Polity in France. The Revolutionary and Napoleonic Years, 2014, p. 348. Gearchiveerd op 16 augustus 2023.
6. ↑  Louis Pierquin, Mémoires sur Pache, ministre de la Guerre en 1792 et maire de Paris sous la Terreur. Sa retraite à Thin-le-Moutier, 1900, p. 157-158. Gearchiveerd op 5 augustus 2022.

- Bibliothèque nationale de France: cb119183522 (data)
- CiNii: DA16055012
- Gemeinsame Normdatei: 119043343
- Historisch woordenboek van Zwitserland: 017834
- International Standard Name Identifier: 0000 0000 8153 3490
- Library of Congress Control Number: no90014328
- Nationale Bibliotheek van Tsjechië: mzk2010575567
- Nederlandse Thesaurus van Auteursnamen: 068415478
- Réseau des bibliothèques de Suisse occidentale: 02-A003663799
- SNAC: w6rv3k2b
- Système universitaire de documentation: 035060492
- Virtual International Authority File: 73858133
- WorldCat: E39PBJmXD6hJ9fPp7xkVfTxxDq